# دفتر (تاشکورگان)
دفتر (به اویغوری: دەفتەر يېزىسى)(به سریقولی: ذەۋذار دىيۇر)(به چینی: 达布达尔乡) یک قصبه در چین است که در شهرستان خودمختار تاشکورگان تاجیک واقع شده‌است. دفتر ۱۱٬۴۰۰ کیلومتر مربع مساحت و ۲٬۷۱۸ نفر جمعیت دارد و ۳٬۷۰۰ متر بالاتر از سطح دریا واقع شده‌است.